# メルヴィン・フランク
メルヴィン・フランク（Melvin Frank, 1913年8月13日 - 1988年10月13日）は、アメリカ合衆国の脚本家、映画プロデューサー、映画監督である。学友であったノーマン・パナマと長年にわたって共同で脚本を書いている。娘はピューリッツァー賞受賞者のエリザベス・フランクである。

## 主なフィルモグラフィ
- My Favorite Blonde (1942) 原案
- ハリウッド宝船 Duffy's Tavern (1945) 脚本
- アラスカ珍道中 Road to Utopia (1946) 脚本
- ウチの亭主と夢の宿 Mr. Blandings Builds His Dream House (1948) 脚本・製作
- ホワイト・クリスマス White Christmas (1954) 脚本
- あの手この手 Knock on Wood (1954) 監督
- ダニー・ケイの黒いキツネ The Court Jester (1956) 監督・脚本・製作
- Li'l Abner (1959) 監督・脚本
- よろめき珍道中 The Facts of Life (1960) 監督・脚本
- ミサイル珍道中 The Road to Hong Kong (1962) 脚本・製作
- お熱い出来事 Strange Bedfellows (1965) 監督・脚本・原案・製作
- おれの女に手を出すな Not with My Wife, You Don't! (1966) 原案
- ローマで起った奇妙な出来事 A Funny Thing Happened on the Way to the Forum (1966) 脚本・製作
- 想い出よ、今晩は! Buona Sera, Mrs. Campbell (1968) 監督・脚本・製作
- ウィークエンド・ラブ A Touch of Class (1973) 監督・脚本・製作
- イカサマ貴婦人とうぬぼれ詐欺師 The Duchess and the Dirtwater Fox (1976) 監督・脚本・製作
- ロスト・アンド・ファウンド Lost and Found (1979) 監督・脚本・製作
- 恋のハリキリ・ボーイ Walk Like a Man (1987) 監督

## ノミネート
| 賞               | 年     | 部門   | 作品名                   | 結果       | 備考                   |
| ---------------- | ------ | ------ | ------------------------ | ---------- | ---------------------- |
| アカデミー賞     | 1946年 | 脚本賞 | 『アラスカ珍道中』       | ノミネート | ノーマン・パナマと共同 |
| アカデミー賞     | 1954年 | 脚本賞 | 『あの手この手』         | ノミネート | ノーマン・パナマと共同 |
| アカデミー賞     | 1960年 | 脚本賞 | 『よろめき珍道中』       | ノミネート | ノーマン・パナマと共同 |
| アカデミー賞     | 1973年 | 作品賞 | 『ウィークエンド・ラブ』 | ノミネート |                        |
| アカデミー賞     | 1973年 | 脚本賞 | 『ウィークエンド・ラブ』 | ノミネート | ジャック・ローズと共同 |
| 英国アカデミー賞 | 1973年 | 脚本賞 | 『ウィークエンド・ラブ』 | ノミネート | ジャック・ローズと共同 |